# Procladius ferrugineus
Procladius ferrugineus är en tvåvingeart som först beskrevs av Jean-Jacques Kieffer 1918.  Procladius ferrugineus ingår i släktet Procladius och familjen fjädermyggor. Arten är reproducerande i Sverige. Inga underarter finns listade i Catalogue of Life.